# Steviol
Steviol ist ein natürlich vorkommendes, chirales Diterpen aus der Gruppe der Kaurane bzw. Kaurene. Man findet es in den Blättern der südamerikanischen Pflanze Stevia rebaudiana in Form diverser Glycoside (Stevioside). Die Glycoside haben einen stark süßen Geschmack, Steviol ist dagegen geschmacklos.

## Vorkommen

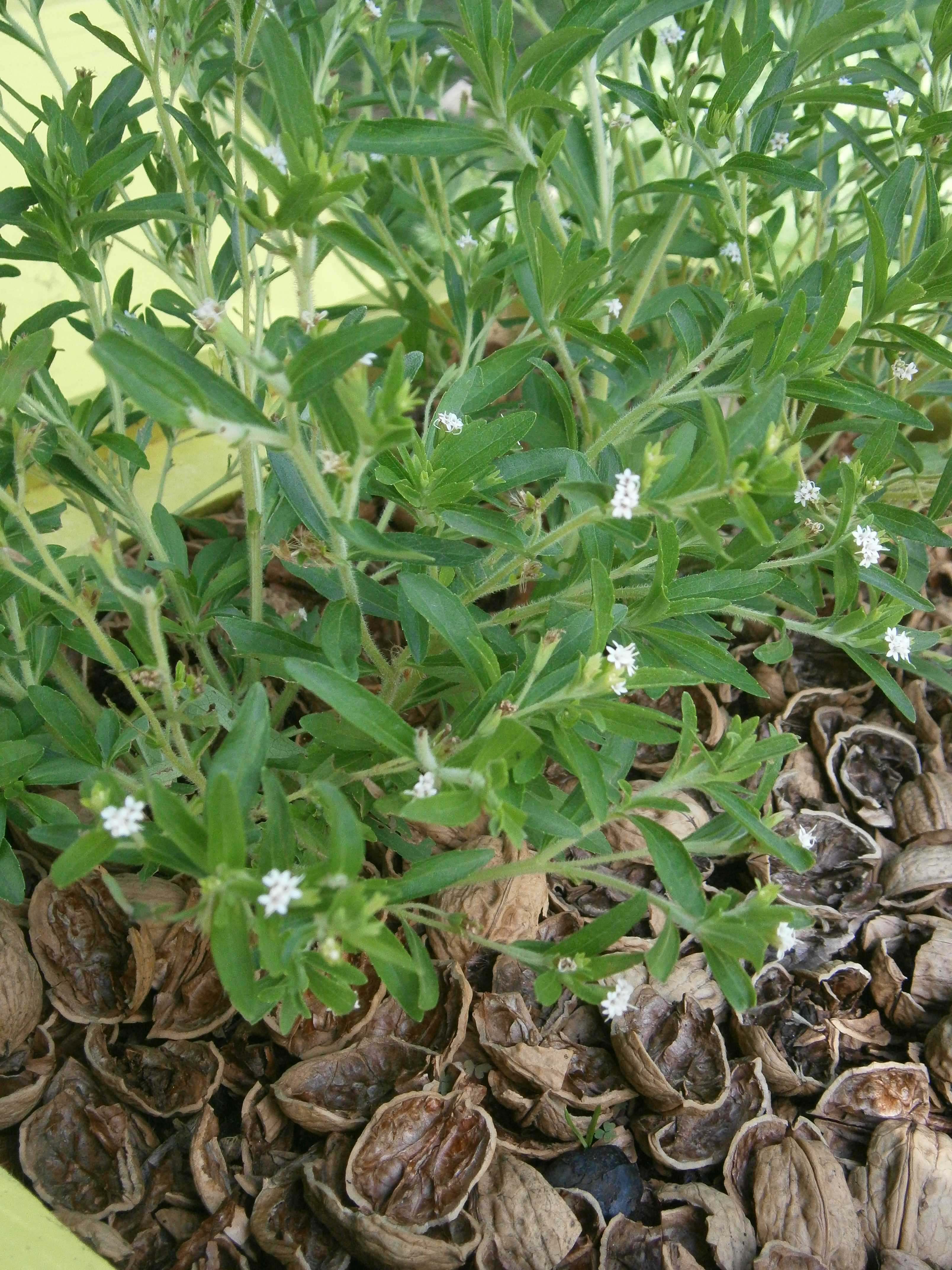
Süßkraut (Stevia rebaudiana)

Steviol kommt in Form seiner Glycoside in Stevia vor. Aus 1 kg der getrockneten Droge lassen sich bis zu 60 g Glycoside extrahieren.

## Gewinnung und Darstellung
Steviol kann aus den Glycosiden durch eine enzymatische Hydrolyse mit dem Enzym Diastase gewonnen werden. Die säurekatalysierte Hydrolyse scheitert, da Steviol sich dabei in Isosteviol umlagert.

## Eigenschaften

### Physikalische Eigenschaften
Der optische Drehwert [α]D beträgt −65° (CHCl3).

### Chemische Eigenschaften
Steviol ist bis 200 °C temperaturbeständig.

## Biologische Bedeutung
Steviol ist strukturell verwandt mit Gibberellinen. Entsprechend wirkt es schwach wuchsfördernd. Eine Mutante des Pilzes Gibberella fujikuroi wandelt Steviol um in 13-Hydroxygibberellin. Steviol inhibiert die oxidative Phosphorylierung in Rattenmitochondrien und wirkt als Repellent gegen die Blattlaus Schizapis graminum.
Steviol unterdrückt den Glukosestoffwechsel und die Translationsinitiation in Bauchspeicheldrüsenkrebszellen. Es hemmt auch die Glukoseaufnahme und Laktatproduktion in Bauchspeicheldrüsenkrebszellen (AsPC1 und HPAF-II) wirksam. Das tumorigene und metastatische Potenzial menschlicher Bauchspeicheldrüsenkrebszellen wird vermindert, indem Steviol Apoptose und Zellzyklusstillstand in der G1/M-Phase induziert. Die metabolische Verschiebung durch Steviol wurde durch die Unterdrückung der Phosphorylierung von mTOR und Translationsinitiationsproteinen (4E-BP1, eIF4e, eIF4B und eIF4G) vermittelt. Insgesamt deuten die Ergebnisse dieser Studie darauf hin, dass Steviol den Glukosestoffwechsel und die Translationsinitiation in Bauchspeicheldrüsenkrebszellen wirksam unterdrücken kann, um deren Aggressivität zu verringern. Bauchspeicheldrüsenkrebszellen sind hochgradig stoffwechselaktiv und typischerweise auf einen abnormen Glukosestoffwechsel umprogrammiert; daher sprechen sie schlecht auf therapeutische Maßnahmen an.

### Toxizität
Ames-Test (S9-Aktivierung, Chromosomenaberrationstest, Mikrokerntest und HPRT-Test): In in-vitro-Studien erwies sich Steviol als schwach mutagen und genotoxisch. Die Wirkung wird Metaboliten des Steviols – wie dem 15-Oxosteviol – zugeschrieben. Aufgrund fehlender Daten sind Steviol-Glycoside in Nordamerika bisher nicht als Süßstoff zugelassen.

## Nachweis
Steviol ist per HPLC analysierbar.